# Maria Stahlie
Maria Stahlie, pseudoniem van Madeline of Madelien Tolhuisen (Arnhem, 2 juli 1955) is een Nederlandse auteur. Ze woont sinds halverwege 2005 (gedeeltelijk?) in Zuid-Bourgondië.
In 2005 kreeg zij de Annie Romeinprijs / Opzij Literatuurprijs voor haar gehele oeuvre.
In de roman Honderd deuren (1997) brengt de achttienjarige Mirjam samen met haar ouders een klein jaar door op het Griekse eiland Paros. In de roman De middelste dag van het jaar (2017) kijkt Mirjams moeder Sylvia terug op dat jaar op Paros. Overigens verwijst 'De middelste dag van het jaar' naar Maria Stahlie's geboortedag, 2 juli.
Het personage 'Dolly' in het boek Boogschutters is vrijelijk gebaseerd op haar moeder. Ze is aan het boek begonnen in een "poging om een monument voor haar moeder op te richten".